# STAR, Bonifacio Echeverría S.A.
STAR, Bonifacio Echeverría S. A. fue una empresa española dedicada a la fabricación de armas, especialmente de armas cortas, radicada en la localidad guipuzcoana de Éibar en el País Vasco, España. Hundía sus raíces en la tradición de fabricación de armas que tiene esa ciudad y en general toda la comarca del Bajo Deva.
La tradición de fabricación de armas, junto con la fama internacional del acero español, llevó a esta industria a tener un gran mercado y un buen número de seguidores y entusiastas de sus productos, sobre todo en Estados Unidos y Canadá, en especial de las pistolas, que se ha mantenido mucho tiempo después de que la Star haya desaparecido. Las armas de la Star han formado parte del armamento oficial del ejército y las policías de España y de otros muchos países. Se fundó en 1908 y cerró el 27 de mayo de 1997.
El subfusil que fabricaba, en cualquiera de sus diferentes versiones a lo largo del tiempo, era básico en la complementación de cualquier cuerpo que utilizara armas cortas como parte de su dotación habitual, simple, ligero y eficaz. Fue el preferido de muchas policías y militares.

## Historia

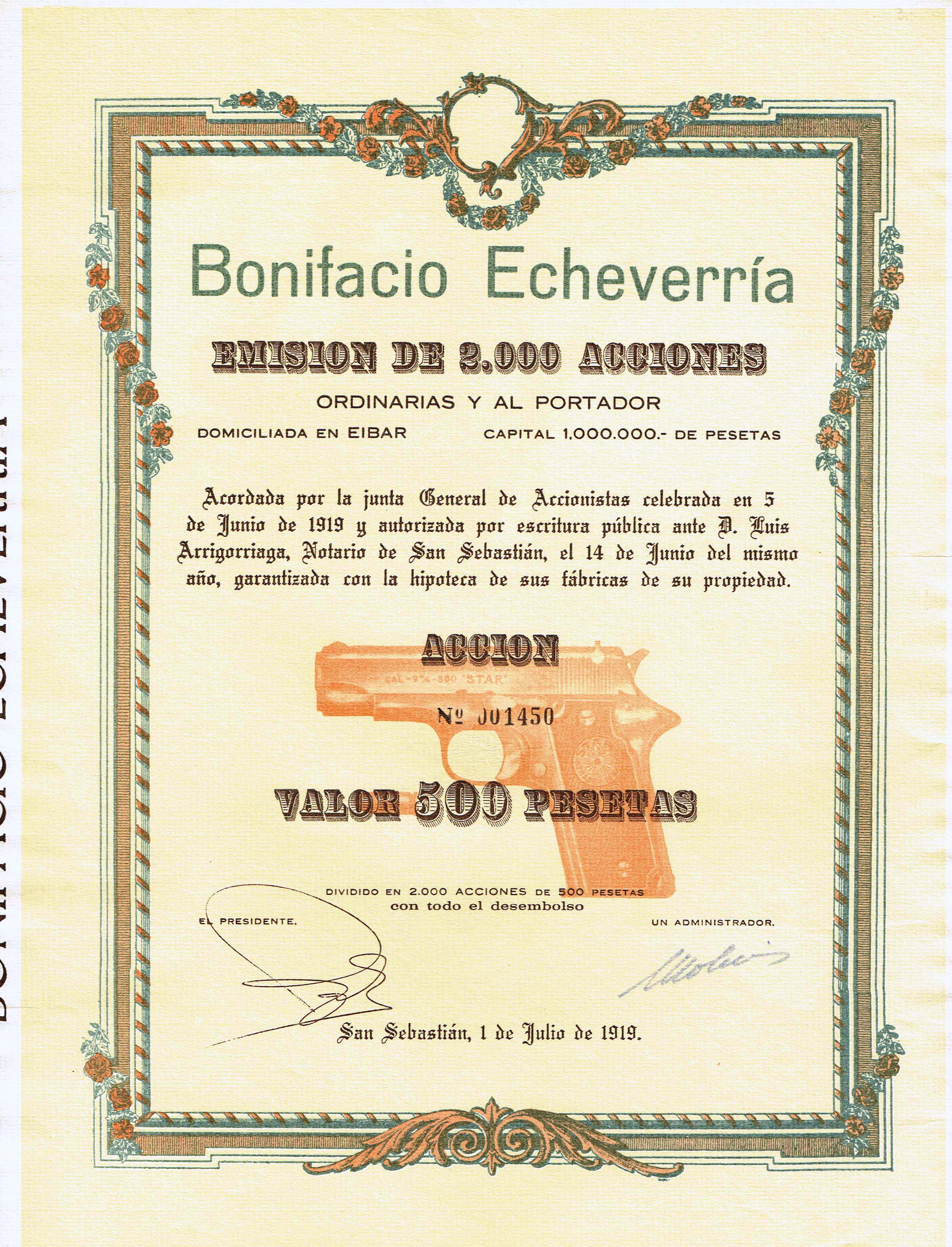
Participación de la empresa Bonifacio Echeverría del 1 de julio de 1919.

A finales del siglo XIX José Cruz Echeverría, padre de Julián y de Bonifacio Echeverría Orbea, tenía un taller donde fabricaba armas de avancarga.
Los dos hijos siguieron en la fabricación de armas y Julián patentó un sistema de pistola automática que empezaron a fabricar sobre el año 1905. En 1908 lanzan al mercado una pistola basada en un modelo de 1900 de la casa Mannlicher con un calibre de 6.35 mm. En 1913 Julián Echeverría abandonó la empresa al hacerse cargo de la dirección de la Escuela de Armería, mientras su hermano Bonifacio amplió y mejoró las instalaciones. En 1914 salió el modelo 1914 (notar que el nombre del modelo y el año de lanzamiento son el mismo, esto es una característica que se mantendría en toda la historia de la empresa) que básicamente era una mejora del modelo anterior, sobre todo en la parte ergonómica. Este modelo sería el elegido por el ejército francés en una versión de calibre 7,65 mm. Le llamaron Pistolet automatique, type Star.

### Se adopta el nombre comercial de STAR
En 1919 se colocó el nombre de STAR en todas las armas que se fabricaban y se registraron también las marcas Izarra y Estrella (las tres palabras, en inglés, euskera y en castellano, quieren decir lo mismo). La primera pistola que se fabricó en prototipo se llamaba Izarra.

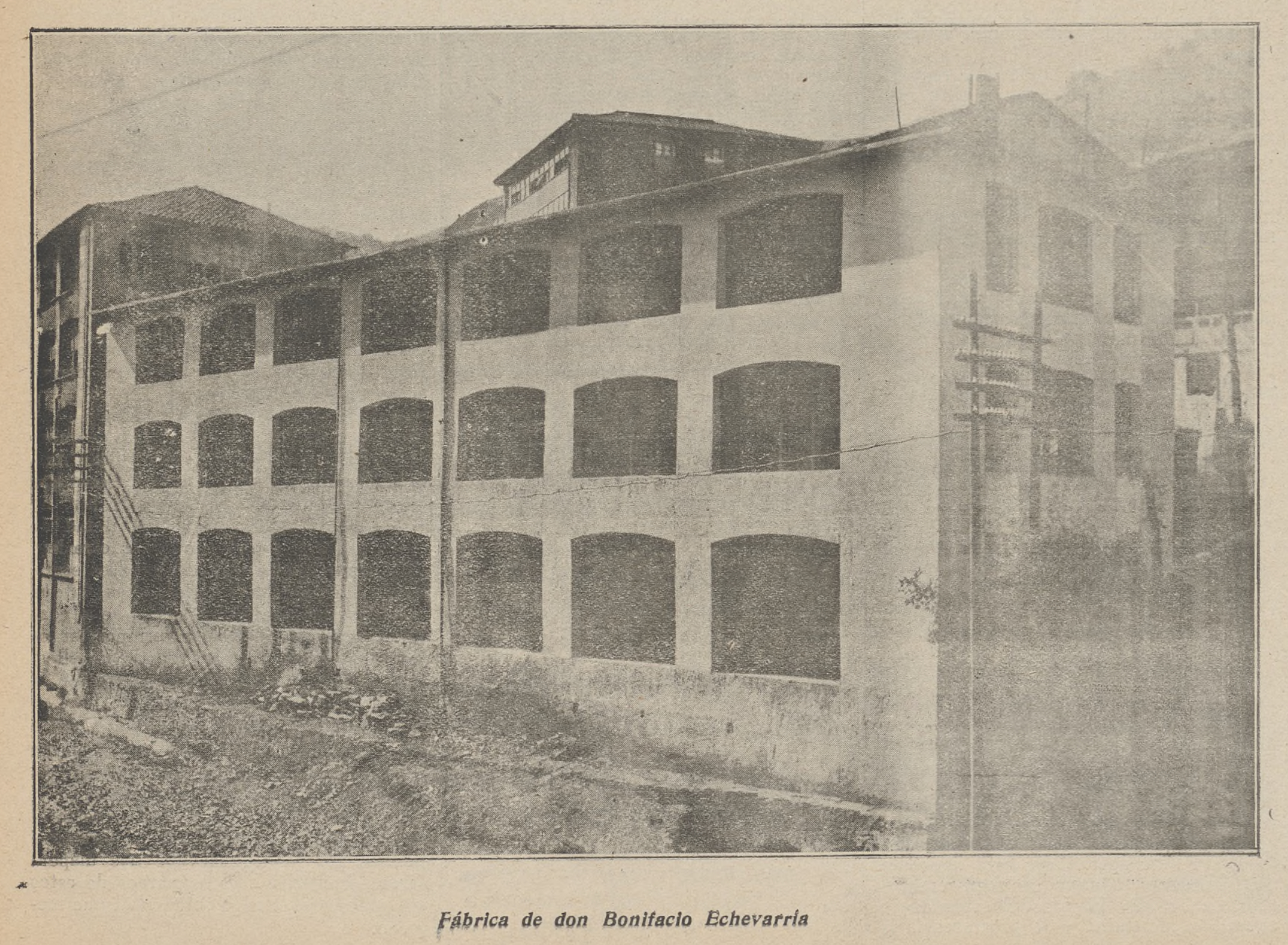
Fábrica de Bonifacio Echevarría (El Tiempo, 1924)

Durante la  Primera Guerra Mundial  la pistola Star 1914 es elegida por el Ejército Francés como arma de dotación de sus tropas. El final de la guerra llevó a la cancelación de los pedidos que tenían de Francia y se buscó la salida comercial de clonar el Colt 1911.
Se decidió cambiar la ubicación de las instalaciones y se construyeron nuevos pabellones de la zona Torrekua, comenzándose a fabricar subfusiles y otro tipo de armamento además de las pistolas.

### De la Guerra Civil a los años 1970
El 13 de abril de 1931, Éibar se adelanta al resto de las ciudades españolas y proclama la Segunda República. STAR sigue en la fabricación de armas y exporta la mayoría de la producción, dedicando una buena parte de ella a suministros para el ejército de diversos países.
Durante la Guerra Civil, Éibar quedó en la parte leal al gobierno de la República hasta que cayó en abril de 1937. La STAR pasó a manos de los insurrectos y después de la guerra se recupera la producción. Los subfusiles Si35 y TN35, que se fabricaron en los años 1930, fueron los pioneros de una serie que llegaría hasta los años 1990. Sirvieron en la guerra civil española, pero no tuvieron éxito en el mercado internacional, fundamentalmente inglés y estadounidense, por su complejidad.
Le siguió el Z45, que fue el subfusil reglamentario del Ejército español por muchos años, hasta que fue sustituido por el Z62. El Z45, muy parecido al MP40 alemán, montaba culata de madera, en algunos modelos larga y en otros corta, y también un culatín extensible. Se exportó a muchos países, como Chile, Cuba, Portugal y Arabia Saudí.
Con la experiencia conseguida con el Z45, a finales de los años 50 se comenzó a desarrollar una nueva generación de subfusiles que se comercializaría en 1963 y se llamaría Z62, para el modelo que utilizaba munición de calibre 9 mm. Parabellum (Luger), Z63 para el que utilizaba 9mm largo (9mm Bergmann-Bayard); al final se denominó Z62 a ambos modelos. Se caracterizaba por una mayor simplicidad de manejo, tanto durante el combate como para fines de adiestramiento, a la vez que se asegura su gran robustez y seguridad de funcionamiento. Sustituyó al Z45 como arma reglamentaría del ejército español hasta 1970. Pesaba 2,650 kg sin cargador y tenía una cadencia de fuego de 550 disparos por minuto.
Una modernización del producto dio lugar al Z-70 y a su variante Z-70B, cuya diferencia fundamental estaba en la forma de seleccionar el modo de tiro, semiautomático o automático, que en el Z70 se efectúa mediante un gatillo disparador de dos lunas (si se aprietan ambas, el tiro es automático) y en la variante B mediante una palanquilla lateral. Por lo demás es muy parecido a su antecesor. El Z70 se realizó sólo para munición del calibre 9 mm. Parabellum (Luger).
Un 1975 salió el Z75 que es la tercera, y última, generación de subfusiles de la STAR. Incorporaba características modernas parecidas al M23/25 checo y se asemejaba superficialmente al Uzi. Se realizó sólo para munición del calibre 9 mm. Parabellum (Luger).
La evolución del Z75 dio lugar al Z84, que se hizo en calibres de 9 mm Parabellum (Luger) y 9 mm. Largo (Bergmann-Bayard). Aunque se declaró como arma oficial del ejército, para sustituir a los Z70, y parece ser que se adquirieron algunas unidades, al parecer no se llegó a distribuir, ya que se pasó de los Z70 a los MP-5 y G36 extranjeros. La selección de tipo de tiro se realizaba con un botón lateral y tenía una cadencia de 550 disparos por minuto. Se exportó a varios países extranjeros, tanto para los ejércitos como para la venta comercial.

### La crisis y el cierre
En los años 1980 lanzan el modelo de subfusil Z-84 basado en una versión anterior llamada Z-75, que se diferenciaba de los anteriores en la utilización de material plástico para su realización, lo que aligeraba el peso y le daba más fiabilidad. En pistolas se desarrolla la serie S que se caracteriza por tener un armazón de aluminio, con lo que se reduce considerablemente el peso del arma, una capacidad de carga de 15 cartuchos y de ser de doble acción, como el revólver, lo que permitía que se pudiera disparar sin cargar el arma.
La coyuntura internacional y la entrada de España en la Comunidad Económica Europea, así como la relajación de la dirección al jubilarse Bonifacio Echeverría y caer esta en un gabinete poco motivado, llevaron a la empresa a endeudarse.
La empresa tenía en el año 1975 una plantilla de 411 trabajadores que había quedado en 141 en el año 1993. Ante la situación en la que se encuentra la empresa se plantea el reducir esa plantilla a la mitad.
En enero de 1992 se nombra a Alberto García de Salazar Cámara como director general  que encuentra la empresa en una situación de suspensión de pagos y con una fabricación de unas 1200 armas al mes. El principal mercado seguía siendo el de Estados Unidos al que se accedía mediante la distribuidora Interarms. La gestión realizada por García de Salazar hace que se recupere la producción, llegando a 3.200 armas al mes en 1993, y se resuelvan, mediante renegociación, las deudas con las instituciones y los proveedores. Realiza un acuerdo con "Interarms" e intenta potenciar el mercado interior con ayuntamientos y autonomías.
Entre 1992 y 1994 se desarrollan y fabrican nuevos productos, una pistola de armazón de poliéster (primera en España y cuarta en el mundo), una pistola de calibre 9 mm de inferior tamaño y de gran capacidad y  una pistola compacta destinada a las fuerzas y cuerpos de seguridad. También se avanza en procesos de fabricación (como "Moulding Injection Metal") y utilización de nuevos materiales.
En enero de 1993 comienza el proceso de fusión con "Astra, Unceta y Compañía" que es presentado al Gobierno Vasco el 24 de junio y rechazado por este al no incluir  a vitoriana "Llama, Gabilondo y Compañía" (que quedaba fuera por haber puesto el Gobierno Vasco la condición de su exclusión con el argumento de haber recibido ayudas económicas para su cierre). [cita requerida] La dirección de la Star renuncia a la fusión e intenta acuerdos con "Interarms" y la SPRI para que participaran en la empresa y en el desarrollo de los nuevos proyectos, en especial el de distribución para Suramérica con "ROSSI" y la fabricación con "HK" de un fusil de asalto en España.
En 1994 la situación de la empresa había mejorado ostensiblemente llegándose a producir 8.200 armas mes y obteniendo buenos resultados económicos. En diciembre de ese año la Junta de Accionistas rechaza el plan que presenta la Dirección General y llega a un acuerdo con Astra para la fusión. García de Salazar deja la Star en abril de 1995.
El control de las acciones pasa al Gobierno Vasco, que junto con otros socios privados (que tenían un total del 46% de las acciones) se plantean el realizar el relanzamiento de la empresa. Las acciones del gobierno pasan a manos de los trabajadores y el presidente del Comité de Empresa, perteneciente al sindicato ELA, se convierte en el gerente Luis María Aranberri y Alberto Pérez pasan a dirigir la empresa. Se hace una lista de despidos, que afecta fundamentalmente a trabajadores de los sindicatos CC. OO. y UGT. Esta posición de ELA es apoyada por el sindicato LAB, mientras que el Gobierno Vasco se inhibe.
El despido es denunciado por los sindicatos afectados ante los tribunales de justicia, el 27 de febrero de 1997 se celebra el juicio en el cual se da la razón a los demandantes y se obliga a la empresa a readmitir a los trabajadores despedidos. La empresa responde con el cierre de STAR el 27 de mayo de 1997 dejando una deuda inmensa a los trabajadores, una media de 5 millones de pesetas a cada uno de ellos.
Acogiéndose al plan de reestructuración del arma corta que propone el Gobierno Vasco en el cual se plantea la reunificación de las tres empresas de fabricación de armas cortas existentes en Euskadi, los "restos" de STAR, manteniendo sus patentes, se unen a con la empresa de Guernica ASTRA, Unceta y Compañía S.A. (la empresa de vitoriana "Llama, Gabilondo y Cía", controlada por el PSOE[cita requerida], queda fuera de esta acción) fundando ASTAR (ASTAR = AStra + sTAR) y estableciendo sus instalaciones en Amorebieta, para ello cada trabajador debió de invertir 1 millón de pts. ASTAR no llegó a culminar el año de vida.
Una pequeña parte de los trabajadores de la STAR montaron una pequeña empresa de reparación de pistolas llamada Iparguns, con sede en Éibar que mantuvo su actividad hasta el año 2012.

## Producción y modelos

### Pistolas
- 1905: patente de una pistola semiautomática del tipo hammerless calibre 6,35mm.
- Modelo 1908: copia del Mannlicher Model 1901 en 6,35 mm.
- Modelo 1914: pistola del tipo Ruby calibre .25 ACP, sistema Mannlicher mejorado calibre 7,65 mm para el ejército francés.
- Izarra: pistola del tipo hammerless calibre .25 ACP, producida entre 1905 y 1906 en pequeñas series. En .32 ACP de 1914 hasta 1921 de tipo Ruby.
- Estrella: Modelo 1908, producido entre 1908-1914, de pistolas Mannlicher.
- Modelo Star 1919: Star mod. 1919, cal 9mm corto(380ACP), 7.65mm (32ACP), y 6.35mm (25ACP), sistema Mannlicher, muy compacto, conocido como pistola de los sindicalistas de la CNT (anarquista) y UGT (socialista).
- Modelo Star 1920: pistola de ordenanza de la Guardia Civil.
- Modelo Star 1921: Décima generación de las pistolas de ordenanza de la Guardia Civil. Fuerte variación del Modelo 1920. No hay más seguridad del percutor sobre la culata, se vuelve a forjar el cañón para que sea más resistente, una seguridad del cargador, un aspecto que se asemeja al Colt M1911.
- Modelo STAR A-40 o Modelo Star 1922: pistola semiautomática de simple acción del 9mm largo, producida entre 1921 y 1945, pistola reglamentaría de la Guardia Civil.
- Modelo Star 1931:
- Modelo Star IN-1934: calibre 9mm corto, sistema Mannlicher, fabricado para la policía.
- Modelo Star A Super:
- Modelo Star B:
- Modelo Super-Star: pistola de simple acción producida de 1946 a 1983. Fue un hito en la fabricación de la empresa.
- Modelo SUPER-S: pistola idéntica a la Super-Star en calibre .380 ACP y de dimensiones muy reducidas.
- Modelo Star BG:
- Modelo Star BKS:
- Modelo Star BM:
- Modelo Star BKM: pistola de simple acción 9mm Parabellum, producida de 1972 a 1997, modelo idéntico al STAR BM pero con armazón realizado en aluminio de aviación.
- Modelo Star C:
- Modelo Star D:
- Modelo Star E:
- Modelo Star F:
- Modelo Star H:
- Modelo Star I:
- Modelo Star M:
- Modelo Star P:
- Modelo Star S: pistola de simple acción .380 ACP producida de 1940 a 1983, reensamblado del Modelo A, pero en muy pequeñas dimensiones. Modelo S para uso militar.
- Modelo Star SS: pistola de simple acción .380 ACP producida de 1940 a 1983, reensamblado del Modelo A, pero en muy pequeñas dimensiones. Modelo S destinado al mercado civil.
- Modelo Star M28:
- Modelo Star M30:
- Modelo Star M31:
- Modelo Firestar:
- Modelo Ultrastar:
- Modelo Megastars:
- Modelo Star Model 316:

### Subfusiles
- Modelos Si35, RU35 y TN35: Estos modelos se diferencian por la cadencia de tiro y diseño de alguna pieza. Usados en la guerra civil española.
- Modelo Z-45: Contiene partes de madera (culata y guardamano) y hay una versión con culata plegable similar al MP40 alemán. Se incorpora el cargador de 30 cartuhos. Sirvió en España, Cuba, Chile, Portugal y Arabia Saudí. Es utilizado por primera vez en combate en la Guerra de Sidi Ifni.
- Modelos Z-62 y Z-63: Entran en servicio en 1963 y su diferencia más notoria es el calibre. Las únicas diferencias entre ambos es el cañón y los cargadores, el Z-62 disparaba el cartucho 9 X 23 (9 largo) y la Z-63 el 9 x 19 (9mm parabellum).
- Modelos Z-70 y Z-70B: Se adopta en estos modelos el cartucho 9 x 19 Parabellum tras el ingreso de España en la OTAN y ambos modelos incorporan el cargador de 30 cartuchos. Aunque aparentemente ambos modelos son iguales, pocas partes de ambas armas son compatibles.
- Modelo Z-75: Se incorporan materiales plásticos para aligerar el arma. Cambia radicalmente el diseño y se asemeja al Uzi. Se hacen mejoras de diseño en los mecanismos.
- Modelo Z-84: Se equipa con algunas unidades al Ejército español, pues se supone que el Z-84 sustituiría a los antiguos modelos, pero fue relegado por el MP-5. También se fabricó una versión comercial que disparaba el cartucho 9 mm Largo. Cargadores de 20 y 30 cartuchos.

Entre la tropa del ejército español, esta arma es conocida coloquialmente como «la Zeta».

### Pistola Star modelo 1919. Modelo «Sindicalista»
En 1919 Bonifacio Echeverría se interesaba por la patente de la casa belga Fabrique Nationale sobre la pistola Colt Md. 1911. La intención del eibarrés era realizar una mejora para producir una pistola más al gusto de Éibar.
Echeverría creó una pistola de calibre 6,35mm que sirvió de base a otros modelos. Con un armazón claramente inspirado en el Colt y una corredera que recuerda a la italiana Beretta.
Para 1929 se habían desarrollado modelos con calibres de 6,35mm, 7,65mm y 9mm. La de calibre 7,65mm, denominada «modelo policía», comenzó a ser utilizada por los sindicalistas de la CNT en Barcelona y Zaragoza. Se extendió rápidamente debido a su pequeño tamaño, que permitía llevarla colgando por la pernera del pantalón atada a una cuerda. Para acceder a ellas se realizaba un agujero en el bolsillo.

## Código y año de fabricación
Después de 1927, todas las armas españolas que se prueban en el Banco de Pruebas Oficial de Éibar son marcadas con grabación, normalmente hecha sobre el armazón, en la que aparece el año de fabricación codificado en letras.
Tabla de correspondencia entre letras y años de fabricación.

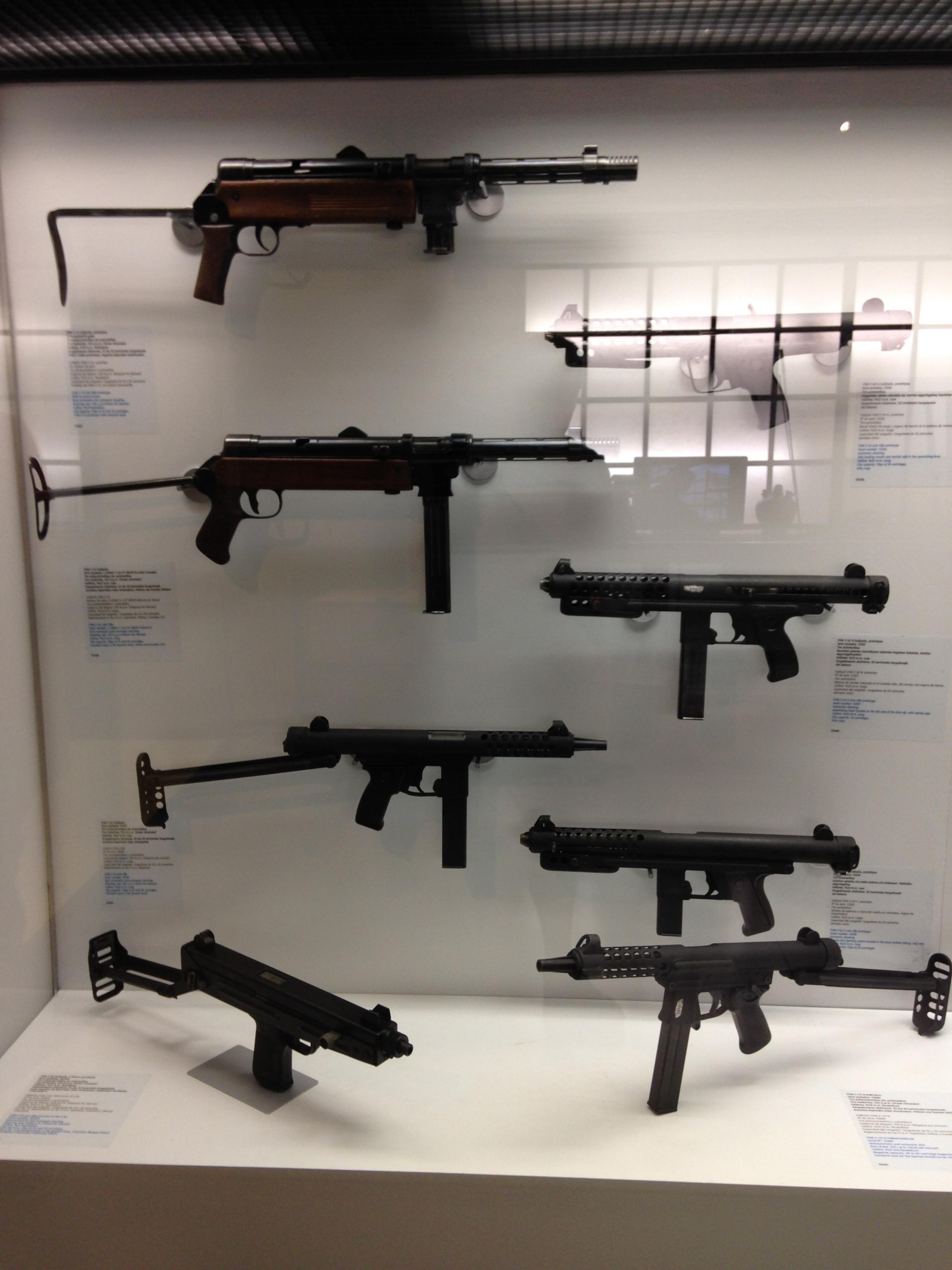
Subfusiles Star.

| Código | Año  | Código | Año  | Código | Año  |
| ------ | ---- | ------ | ---- | ------ | ---- |
| A      | 1927 | A1     | 1955 | A2     | 1981 |
| B      | 1928 | B1     | 1956 | B2     | 1982 |
| C      | 1929 | C1     | 1957 | C2     | 1983 |
| CH     | 1930 | CH1    | RIEN | CH2    | RIEN |
| D      | 1931 | D1     | 1958 | D2     | 1984 |
| E      | 1932 | E1     | 1959 | E2     | 1985 |
| F      | 1933 | F1     | 1960 | F2     | 1986 |
| G      | 1934 | G1     | 1961 | G2     | 1987 |
| H      | 1935 | H1     | 1962 | H2     | 1988 |
| I      | 1936 | I1     | 1963 | I2     | 1989 |
| J      | 1937 | J1     | 1964 | J2     | 1990 |
| K      | 1938 | K1     | 1965 | K2     | 1991 |
| L      | 1939 | L1     | 1966 | L2     | 1992 |
| LL     | 1940 | LL1    | RIEN | LL2    | RIEN |
| M      | 1941 | M1     | 1967 | M2     | 1993 |
| N      | 1942 | N1     | 1968 | N2     | 1994 |
| ñ      | 1943 | ñ1     | 1969 | ñ2     | 1995 |
| O      | 1944 | O1     | 1970 | O2     | 1996 |
| P      | 1945 | P1     | 1971 | P2     | 1997 |
| Q      | 1946 | Q1     | 1972 | Q2     | 1998 |
| R      | 1947 | R1     | 1973 | R2     | 1999 |
| S      | 1948 | S1     | 1974 | S2     | 2000 |
| T      | 1949 | T1     | 1975 | T2     | 2001 |
| U      | 1950 | U1     | 1976 | U2     | 2002 |
| V      | 1951 | V1     | 1977 | V2     | 2003 |
| X      | 1952 | X1     | 1978 | X2     | 2004 |
| Y      | 1953 | Y1     | 1979 | Y2     | 2005 |
| Z      | 1954 | Z1     | 1980 | Z2     | 2006 |